# Fort Hamilton (Brooklyn)
Fort Hamilton es un barrio perteneciente al distrito de Brooklyn en Nueva York. Está ubicado al sur (y en ocasiones considerado parte) de Bay Ridge. La zona se extiende desde la frontera norte de la calle 86 hasta la calle 101/The Narrows al sur, con la New York Bay al oeste y la Séptima Avenida al este. El barrio recibió el nombre debido a la instalación del mismo nombre del Ejército de los Estados Unidos. Fort Hamilton pertenece al 68.º distrito policial del Departamento de Policía de Nueva York.
Los sitios de interés del barrio son las iglesias San Juan Episcopal en Fort Hamilton Parkway, la Iglesia de San Patricio en la Cuarta Avenida y el John Paul Jones Park en la Cuarta Avenida y la calle 101. Fort Hamilton también cuenta con un gran número de casas que datan del siglo XIX.

## Educación
Las instituciones educacionales del barrio son la P.S. 104K (enlace roto disponible en Internet Archive; véase el historial, la primera versión y la última). (llamada Fort Hamilton School) y el Instituto Fort Hamilton en la 83rd Street.

## Transporte
La zona cuenta con la línea de la Cuarta Avenida (servicio R) del Metro de Nueva York en la Calle 86 y Calle 95.
Fort Hamilton está localizado al final del Puente Verrazano Narrows, con la entrada/salida en la calle 92.

## Residentes notables
- Thomas Jonathan Jackson, general confederado
- Lillian Russell, cantante y actriz
- Brandon Silvestry, luchador profesional más conocido por su nombre artístico Low Ki.